# Luca Landucci
Luca Landucci (* 1436 in Florenz; † 1516 ebenda) war ein florentinischer Händler für Spezereiwaren und Chronist der Renaissance.
Es ist wenig über ihn bekannt, er ging 1450 zu einem Meister Calandro in eine Rechenschule und trat am 1. Januar 1452 in den Spezereiwarenladen des Francesco di Francesco ein, gelegen auf dem Mercato Vecchio in Florenz.
Er heiratete 1456. Aus dieser Ehe gingen 12 Kinder hervor, von denen sieben am Leben blieben. Mit der Mitgift seiner Frau eröffnete er einen eigenen Laden.
Wichtigste Hinterlassenschaft ist sein Tagebuch, das er vom 15. Oktober 1450 bis zu seinem Tod Ende Mai/Anfang Juni 1516 führte und in dem er alle wichtigen Ereignisse dieser Zeit minutiös aufzeichnete. Sein Diario fiorentino, zum ersten Mal herausgegeben von Isidoro del Badia 1883 (Verlag G.C. Sansoni / Florenz), das von einem Unbekannten noch bis Ende 1542 weitergeführt wurde, ist eine der wichtigsten Quellen zur Geschichte der italienischen Renaissance. Das Tagebuch beschreibt den Alltag und beurteilt übergeordnete Geschehnisse aus einer sehr eingeengt florentinischen Sicht.
Zu seinem Andenken wurde in Florenz eine Straße, die Via Luca Landucci, nach ihm benannt.

## Ausgaben und Übersetzungen
- Iodoco Del Badia (Hrsg.): Luca Landucci: Diario fiorentino dal 1450 al 1516. Continuato da un anonimo fino al 1542. Pubblicato sui codici della Comunale di Siena e della Marucelliana. Con annotazioni. Sansoni, Florenz 1883. Digitalisat
- Marie Herzfeld (Übersetzerin): Luca Landucci: Ein florentinisches Tagebuch 1450–1516 nebst einer anonymen Fortsetzung 1516–1542 (= Das Zeitalter der Renaissance, Serie 1, Band 5). Diederichs, Jena 1927, Neuausgabe Düsseldorf/Köln 1978, ISBN 3-424-00633-5.